# Primeiro lance
O Primeiro lance é qualquer contrato que contenha uma cláusula de concessão, geralmente por uma taxa ou outra consideração que cubra um período de tempo especificado, direito de preferência, direito de primeira recusa, ou direito de primeira oferta (também chamado de direito de primeira negociação) a outra parte, a quem então é dada a primeira oportunidade de comprar diretamente, co-possuir, investir em, licença, etc., algo que está surgindo recentemente ou em o mercado pela primeira vez ou após uma ausência, como propriedade intelectual (manuscrito, composição musical, invenção, obra de arte, ideia de negócio, etc.) ou propriedade real (bens imóveis).

## Indústria cinematográfica
Na indústria cinematográfica, é um acordo entre um escritor e um produtor independente (produtora) ou um produtor independente e um estúdio de cinema em que o potencial comprador (produtor ou estúdio) de um roteiro ainda não escrito ou  projeto de filme ou televisão de em desenvolvimento paga uma taxa de desenvolvimento ao escritor ou produtor pelo direito de ter o primeiro olhar para o novo material antes que outras pessoas na indústria o vejam e, nesse momento, faça uma oferta para comprar ou distribuir ou aderir a termos de compra ou distribuição já indicado no acordo.